# Первый канал (Грузия)
Первый канал (груз. პირველი არხი, Пирвели архи) — грузинский информационный телеканал Общественного вещателя Грузии, крупнейший телеканал страны с максимальной зоной покрытия. Вещает на постоянной основе с 1956 года.

## История

### Зарождение телевидения
В послевоенные годы в Тбилиси началась реализация идеи о телевещании. В течение года в Тбилиси велось строительство телебашни и главной телевизионной студии, где должны были располагаться студийно-аппаратный блок и телевизионный передатчик. Дизайном студии и автором первой эмблемы грузинской студии телевещания был график Тенгиз Самсонадзе. Первые программы создавались на чистом энтузиазме недавно появившихся сотрудников и на небольшой технической базе. Дикторами были назначены Лия Микадзе и Александр Лилуашвили-Мачавариани.
Официально телевизионное вещание в Грузинской ССР началось 30 декабря 1956 года, когда в эфир вышла первая телепередача из Тбилиси — в 20:00 по местному времени в эфир вышел Акакий Дзидзигури. Первым директором телеканала стал Мераб Джалиашвили, первым руководителем телестудии — Дмитрий Гулисашвили, первым режиссёром — Шота Арчвадзе. Грузинская ССР стала первой закавказской республикой, в которой началось телевещание на постоянной основе. 31 декабря 1956 года было показано новогоднее поздравление жителей Тбилиси: обращение к жителям зачитали рабочий Руставского металлургического комбината Амиран Панцулая и главный архитектор Тбилиси Александр Тевзадзе. На волне успеха в телестудию пригласили дрессировщицу Маргариту Назарову и её тигра, что отметила газета «Литературная Грузия» как хорошую примету.

### Первые программы
На первой кнопке телевидения Грузинской ССР выходили программы «Писатели в студии», «Новые книги», «Мастера грузинской сцены» и телевизионный журнал «Искусство». В телестудии были иностранные гости: британский танцор балета Берилл Грей, итальянская киноактриса Лючия Бозе, испанский матадор Луис Мигель Домингин, греческая певица Йованна, американская группа Ice Review, певец Дин Рид и пианист Ван Клиберн. В январе 1957 года была показана первая телевизионная постановка Нико Лордкипанидзе «Старики» (режиссёр Мераб Джалиашвили, автор сценария Медея Лордкипанидзе, в ролях Сесилия Такаишвили и Сандро Жоржолиани), а через месяц был показан «Моцарт и Сальери» по одноимённому произведению А. С. Пушкина (сценарист Константин Чичинадзе, режиссёр Мераб Джалиашвили).
С марта 1957 года при тбилисской телестудии действовала передвижная телестанция; в том же году впервые начали работать для студии тбилисского телевидения спортивные комментаторы Эроси Манджгаладзе и Котэ Махарадзе. В ноябре 1957 года вышла в эфир телегазета «Говорит и показывает Тбилиси», а также начала выходить программа «По стране с кинокамерой», представлявшая собой цикл телевизионных документальных фильмов. Режиссёром в этой передаче был Георгий Кереселидзе, операторы — Тенгиз Ломидзе, Георгий Балахадзе и Гиви Кантария. В 1958 году Главная редакция молодежных программ открыла цикл передач «Музеи и архивы Грузии» в честь 1500-летия со дня основания Тбилиси, а в тот же год появилась редакция социально-политических программ (главный редактор Шота Салуквадзе) и редакция художественных программ (главный редактор Илья Руруа).
В конце 1950-х годов начались показы по телевидению театральных спектаклей: «Такая любовь» Михаила Туманишвили, «Наследие» Ги Де Мопассана, «Убить человека» Джека Лондона, «Миссис Маквильямс и гроза» Марка Твена и «Приключения Чипполино» Джанни Родари. За организацию телепостановки в студии отвечал директор Тариэль Курцхавели. В 1958 году состоялась первая встреча сотрудников телевидения со зрителями в прямом эфире, а в том же году построили новый телеретранслятор, что позволило транслировать всесоюзные «Новости» и русскоязычную передачу «Солдатам». В 1959 году был снят первый полнометражный фильм «Рука матери» по рассказу Тамары Чхаидзе, который через год завоевал первую премию на конкурсе советских фильмов.

### Дальнейшее развитие в СССР
В 1960 году были установлены маломощные ретрансляторы в местечках Тианети, Дманиси и Сигнахи, а распространение телевещания в Грузии шло уже без предварительного планирования. В частности, телестудия в Сочи позволяла жителям Черноморского региона принимать телепрограммы из Тбилиси. В том же году впервые была показана постановка на открытом воздухе, транслировавшаяся передвижной телестудией — «Како Чачаги» Ильи Чавчавадзе по случаю юбилея поэта. Режиссёром был Шота Карухнишвили, который провёл первый подобный эксперимент в СССР. С 1961 года в Грузии действует фотоархив, а телевещание ведётся на постоянном уровне.
С 1970 по 1981 годы развитие Первого канала Грузинского телевидения связывалось с работой Григория Ратнера. В 1972 году на горе Мтацминда были установлены антенна и специальное оборудование для телерадиовещания, что позволило 600 тысячам семей Грузинской ССР принимать программы республиканского телевидения. Охват Первого канала Грузинского телевидения достиг 94 % к 1981 году (для сравнения — охват I Программы составлял 80 %, II Программы — 40 %, а Второй Грузинской программы — 30 %).
С мая 1987 года телестудии работают в Аджарской автономной ССР и в Южной Осетии.

### Наши дни
В апреле 1991 года была провозглашена независимость Грузии, однако о выходе из состава Грузии заявили одновременно Абхазия и Южная Осетия. Эдуард Шеварнадзе, который должен был вести независимую Грузию к процветанию и дальнейшему развитию, не смог справиться с экономическим кризисом, с конфликтами в Абхазии и Южной Осетии и с разгулом бандитизма. Одним из последствий его неудачной политики стали системные перебои с электроэнергией и, как следствие, скудное финансирование телевидения Грузии и изношенность оборудования. Главной информационной программой Грузии тогда стала передача «Моамбе» («Вестник»), выходившая как на грузинском, так и на русском языках — русскоязычную версию вёл Марк Рывкин, который работал на грузинском телевидении более 40 лет.
За строго проправительственную точку зрения абхазские власти подвергали его жёсткой критике, поскольку он предпочитал освещать события в Абхазии в том сценарии, который был выгоден грузинским центральным властям. Однако критике его подвергали и в грузинском парламенте: депутат Саришвили ставила вопрос об ответственности журналистов Первого канала Грузинского телевидения за сообщения и о компетентности Рывкина, который выступал последовательно в поддержку Звиада Гамсахурдии и Эдуарда Шеварднадзе. В 2003 году программу закрыли, а Рывкина уволили после Революции роз — 22 ноября 2003 года грузинское телевидение в прямом эфире освещало процесс отстранения Эдуарда Шеварднадзе в отставку, однако, по словам свидетелей, качество записи и телекартинки было откровенно низким, вследствие чего зарубежная аудитория в принципе не могла разобрать, что происходит на экране.
В 2004 году, когда президентом стал Михаил Саакашвили, был принят «Закон о вещании», по которому Общественное вещание Грузии стало независимым от правительства учреждением, которое управляется Советом попечителей. При этом они назначаются совместно Президентом и Парламентом Грузии, а финансирование рассчитывается из определённого процента ВВП Грузии. Во многом Закон о вещании помог сформировать современный облик Первого канала Грузинского телевидения, сделав его открытым в редакционной политике — помимо этого, именно при Михаиле Саакашвили выросла доля русскоязычного телевещания в Грузии. Тем не менее, жёсткая конкуренция между грузиноязычным Первым грузинским и русскоязычным Первым информационным кавказским на фоне конфликта в Южной Осетии привела в 2010 году к сокращению русскоязычного вещания. В настоящее время русскоязычным вещанием, как и вещанием на других языках, заведуют Второй канал Грузинского телевидения и телеканал TV 3.
Официальный сайт Первого канала Грузинского телевидения доступен на семи языках: грузинским, абхазском, армянском, азербайджанском, осетинском, английском и русском.

## Спутниковая трансляция
Первый канал Общественного вещателя Грузии, вещающий на грузинском, транслируется с большого количества спутников в открытом виде для территории Евразии:
- AzerSpace 1 46,0° E
- Eutelsat 36B 36° E (линейная поляризация, канал недоступен без специального адаптера для абонентов «НТВ плюс» и «Триколор ТВ»)
- Astra 5B 31,5° E (кодированный)